# Григорович, Оксана Евгеньевна
Оксана Евгеньевна Григорович (укр. Оксана Євгенівна Григорович; род. 28 июля 1946) — советская и украинская актриса, режиссёр. Член Национального союза кинематографистов Украины.

## Биография
Родилась в Самборе 28 июля 1946 года. Отец — актёр и режиссёр Евгений Павлович Григорович-Барский. Их предок — киевский зодчий Иван Григорьевич Григорович-Барский.
В 1965 году окончила Львовское культурно-просветительное училище.
В 1971 году окончила актёрский факультет Киевского государственного института театрального искусства имени И. Карпенко-Карого.
С 1971 года — актриса Киевской киностудии имени А. П. Довженко.

## Фильмография

### Актёрские работы
| Год  |   | Русское название    | Оригинальное название | Роль               |
| ---- | - | ------------------- | --------------------- | ------------------ |
|      | ф | Золотые литавры     | Золоті литаври        | Мелания            |
|      | ф | Лето в Журавлином   | Літо в Журавлиному    | Аннушка            |
|      | ф | Лавина              | Лавина                | Катерина           |
|      | ф | Дипломаты поневоле  | Дипломати мимоволі    | Катерина           |
|      | ф | Родной дом          | Рідний дім            | Виктория           |
|      | ф | Гнев                | Гнів                  | Василина           |
|      | ф | Анна и Командор     | Анна і Командор       |                    |
| 1975 | ф | Повесть о женщине   | Повість про жінку     | эпизодическая роль |
|      | ф | Только ты           | Тільки ти             |                    |
| 1976 | ф | Волны Чёрного моря  | Волны Чёрного моря    |                    |
|      | ф | Небо—земля—небо     | Небо—земля—небо       |                    |
|      | ф | И никто на свете…   | І ніхто на світі…     |                    |
| 1986 | ф | Обвиняется свадьба  | Обвиняется свадьба    |                    |
|      | ф | Соломенные колокола | Солом'яні дзвони      |                    |
| 1988 | ф | Каменная душа       | Камінна душа          | эпизодическая роль |
| 1990 | ф | Ведьма              | Відьма                |                    |

### Режиссёрские работы
- 1985 — Пять минут страха